# Friedrich August Wolf
Friedrich August Wolf (Haynrode, Sajonia, 15 de febrero de 1759 - Marsella, 8 de agosto de 1824) fue un filólogo y helenista alemán, famoso por haber cuestionado la unidad de composición de los poemas homéricos.

## Biografía
Su padre era un maestro de escuela y organista. Se trasladó con su familia a Nordhausen y de su escuela, en que aprendió latín, griego, español, francés, italiano y música, pasó en 1777 a estudiar filología clásica en Gotinga bajo la dirección de Christian Gottlob Heyne; pero Heyne le excluyó de sus lecciones cuando le hizo saber sus puntos de vista sobre Homero. Wolf fue después un estimado profesor en Ilfeld en 1779 y dirigió la escuela de Osterode desde 1782; una edición suya del Banquete de Platón le valió que al año siguiente accediera a la cátedra de filosofía y propedéutica de la prusiana Universidad de Halle. Cuando Napoleón ordenó cerrar la universidad (1807), marchó a Berlín, donde fue nombrado miembro de la Academia de Ciencias; en su universidad enseñó desde 1810. En Prusia procuró instaurar una especie de nuevo Humanismo que restaurara los valores no sólo intelectuales, sino morales en la juventud de un país devastado por la guerra. "El fin último de la existencia es la construcción de una personalidad", escribió. Así, en estrecha colaboración con Wilhelm von Humboldt, Johann Wolfgang von Goethe y Friedrich Schiller, hizo de la historia antigua y de la filología disciplinas fundamentales en el nuevo sistema universitario prusiano. Murió durante un viaje a Francia que había acometido en abril de 1824. 
En Prolegomena ad Homerum ("Prolegómenos a Homero", 1795) intentó demostrar, por medio de una crítica textual de la forma y contenido de la Ilíada y la Odisea, que estas epopeyas eran en realidad resultado de un proceso constitutivo progresivo de suma o adición de diversos fragmentos épicos compuestos por distintos aedos y pertenecientes a épocas muy distintas y, por tanto, no se debían a un solo autor, sino que fueron refundidos y unidos en una sola redacción alrededor del siglo VI antes de Cristo, cuando el tirano Pisístrato designó una comisión de personas instruidas para reunir los poemas de Homero y fijar un texto único bien definido. Este punto de vista suscitó un importante debate intelectual en Filología denominado "Cuestión homérica". Entre sus otras obras son también importantes Exposición de la ciencia de la Antigüedad (1807).

## Obras
- Antiquitäten von Griechenland, Hammerde, Halle, 1787
- Darstellung der Alterthums-Wissenschaft, Berlín, 1807. Réédition : Acta Humaniora, Weinheim, 1986 (ISBN 3-527-17552-0)
- Encyclopädie der Philologie, Expedition d. Europ. Aufsehers, Leipzig, 1831
- Kleine Schriften in lateinischer und deutscher Sprache. Olms, Hildesheim, 2003. Vol. 1. Scripta latina (ISBN 3-487-12033-X) Vol. 2. Deutsche Aufsätze (ISBN 3-487-12034-8)
- Prolegomena zu Homer. 1795, Reclam, Leipzig, 1908
- Prolegomena to Homer. 1795, traducción en inglés, Princeton University Press, Princeton, N.J. 1988 (ISBN 0-691-10247-3)